# Grappa

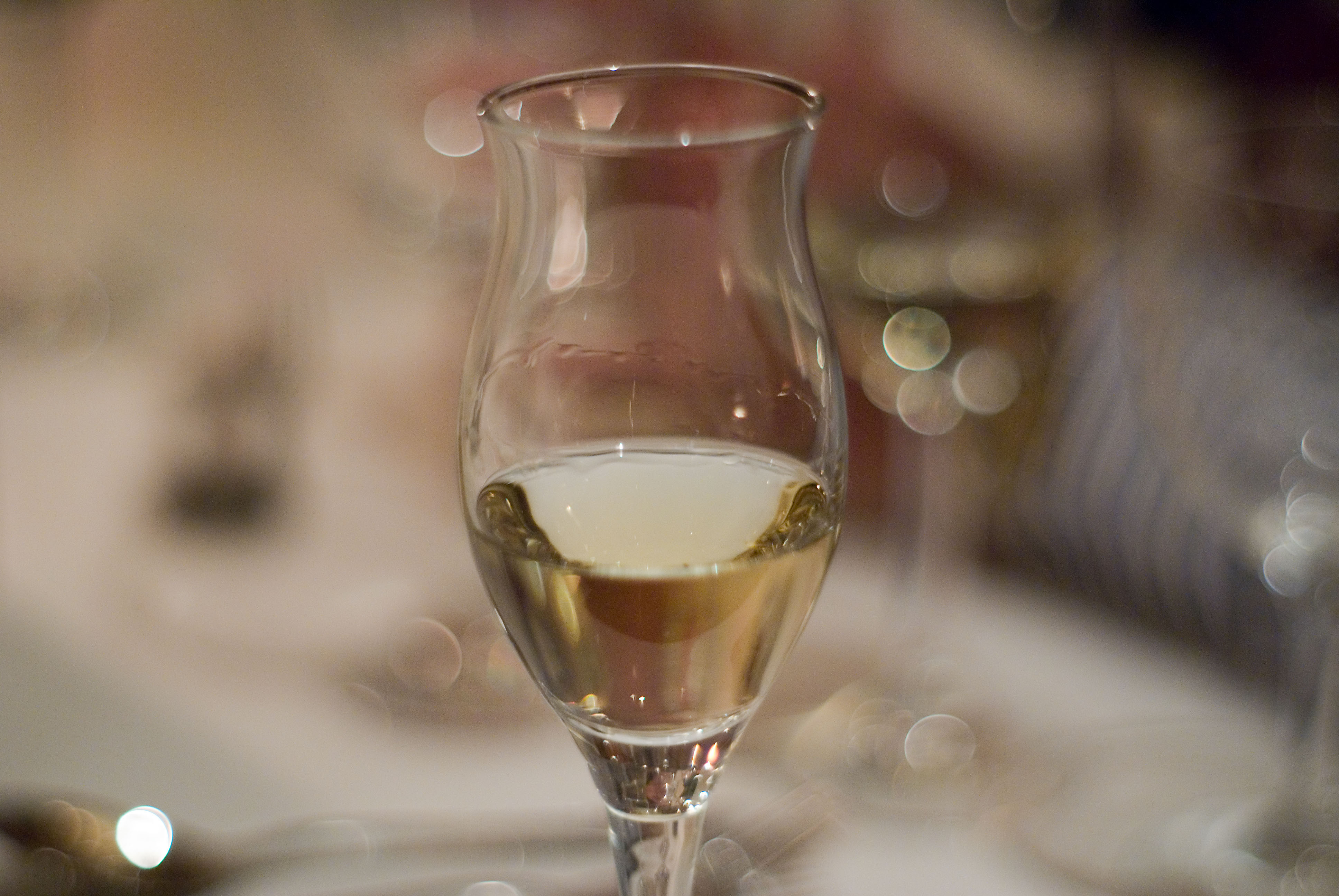
Grappa

Grappa je pálenka italského původu z vína nebo z matoliny (zbytky po lisování vína: slupky, semínka i třeba větvičky). Obsah alkoholu se zpravidla pohybuje mezi 37,5 - 60 %.
Chuť může být pokaždé jiná. Stejně jako u samotného vína záleží na odrůdě, místě pěstování i teplotě při které víno zrálo.

## Druhy grappy
- Giovane (mladá) nebo Bianca (čirá) - lahvování probíhá hned po destilaci a během výrobního procesu nepřišla do kontaktu s dřevěným sudem
- Affinata (zralá) - láhvování probíhá po zrání do 12 měsíců v dřevěném sudu
- Invecchiata (zestárlá) nebo Vecchia (stará) - láhvování probíhá po 12 - 18 měsíčním zrání v dřevěném sudu
- Stravecchia (velmi stará) nebo Riserva (rezervní) - láhvování probíhá po zrání delším než 18 měsíců
- Aromatica (aromatická) - vyrábí se z aromatických hroznů typu Muscat blanc, Gewürztraminer, Müller Thurgau, Malvasia, atd.
- Monovitigno (jednoodrůdová) - vyrábí se z matoliny z jednoho druhu hroznů (ten je popsán na etiketě láhve)
- Polivitigno (víceodrůdová) - vyrábí se z matoliny z více druhů hroznů
- Aromatizzata (aromatizovaná) - vyrábí se s přidavkem jedné či více ovocných či bylinkových esencí